# Villonská balada
Villonská balada (nebo také francouzská balada) je lyrický básnický útvar vzniklý v románských literaturách 13. století ze středověké francouzské písně, někdy nazývaný podle svého nejznámějšího autora Françoise Villona, který tuto formu užíval a proslavil v 15. století. Takové balady psali rovněž Christine de Pisan a Karel Orleánský.
Tato forma balady užívá pouze tři rýmové koncovky, rýmy střídavé či obkročné, ve čtyřech strofách. První až třetí strofa má 7–12 veršů, obvykle poloviční počet veršů (4–6) má čtvrtá strofa, zvaná dozpěv neboli poslání. Beze změny se opakuje refrén balady jako poslední verš každé strofy.
V anglické a americké literatuře francouzskou baladu užívali mezi jinými Geoffrey Chaucer, Algernon Charles Swinburne, Henry Austin Dobson, Edwin Arlington Robinson, Wystan Hugh Auden a James Merill.
V české literatuře villonskou baladu užívali např. Jaroslav Vrchlický, Jiří Mahen, Vítězslav Nezval (52 hořkých balad věčného studenta Roberta Davida) či Jarmila Loukotková, inspirovali se jí Voskovec a Werich (Balada z hadrů), v současnosti villonskou baladu píše např. Vladimír T. Gottwald a zejména Michal Horáček (Český kalendář).
Buď veleben tvůj hustý, dlouhý vlas,
jenž zlata lavinou se k skráním řítí,
ve slunce záři plane nad topas,
a v stínu když tvé ouško musí krýti,
jak lísky kůra leskne se a svítí!
Víc vůní v něm než v jižní noci jest,
víc jisker v něm než na obloze hvězd,
jak lilje kmitá jím tvůj bílý vaz.
Ó, nech mne u tvých nohou věčně sníti –
tvůj hladit vlas jest líp než víno píti!
Pod tíží svou on jak Demetry klas
se kloní, jak proutí vrby v sítí,
a každou chvíli tryskne z něho jas,
jak z větví myrty, které fénix vznítí,
když v sobě tuchu nesmrtnosti cítí.
Ten fénix, láska tvá, ta hoří v něm,
nad čelem krásy tká ti diadém,
a kmitá hvězdou v stínu dlouhých řas.
Ó, nech mne u tvých nohou věčně sníti –
tvůj hladit vlas jest líp než víno píti!
Ó, spusť jej dolů! Přes zbořenou hráz
jak vodopádu letí vlnobití,
ať touhy moje spějí za ním v ráz
a jeho bleskných paprsků se chytí,
se houpajíce na nich! Nechám hřmíti
v ně motýlů roj, svojich polibků,
ať spletou z nich si vonnou kolíbku,
kam Kupido se skryje v lásky čas,
až budu šťasten u tvých nohou sníti –
tvůj hladit vlas jest líp než víno píti!
Poslání
Jak rozříznutý zlatý ananas,
v němž šťavnatých zrn démanty se třpytí,
své srdce, plné písní na tvůj vlas,
ti podávám. Chtěj milostivá býti! –
Tvůj hladit vlas jest líp, než víno píti!
(Jaroslav Vrchlický, Balada o vlasech mojí paní)